# Ariarne Titmus
Ariarne Titmus (Albury, 7 de setembro de 2000) é uma nadadora australiana, campeã olímpica.

## Carreira
Titmus conquistou a medalha de ouro nos Jogos Olímpicos de Verão de 2020 em Tóquio na prova de 200 m livre e de 400 m livre, com o tempo de 1:53.50 e 3:56.69 respectivamente. Além disso, conseguiu a prata nos 800 m livre com 8:13.83 e o bronze no revezamento 4×100 m livre, ao lado de Emma McKeon, Madison Wilson, Leah Neale, Tamsin Cook, Meg Harris, Mollie O'Callaghan e Brianna Throssell, com a marca de 7:41.29.
Em 23 de julho de 2023, obteve o título dos quatrocentos metros livre no Campeonato Mundial de Esportes Aquáticos em Fukuoka, estabelecendo o novo recorde mundial da categoria com o tempo de três minutos, 55 segundos e 38 centésimos. Três dias depois, foi vice-campeã dos 200 m livre no mesmo evento. Em 27 de julho de 2023, disputou a final dos 4×200 m livre, na qual sua equipe ganhou o ouro e quebrou a marca mundial dessa prova. Ainda em Fukuoka, ficou na terceira colocação nos 800 m livre.
Em 27 de julho de 2024, alcançou novamente o topo do pódio nos 400 m livre nos Jogos Olímpicos em Paris.